# Stadt Luzern (Schiff, 1837)
Der Raddampfer Stadt Luzern (I) war das erste Dampfschiff auf dem Vierwaldstättersee in der Schweiz. Er wurde von der Dampfschiffahrtsgesellschaft des Vierwaldstättersees beschafft, einer Vorgängergesellschaft der heutigen Schifffahrtsgesellschaft des Vierwaldstättersees.

## Geschichte
Das Schiff wurde von der 1835/1836 durch Kasimir Friedrich Knörr gegründeten Dampfschiffahrtsgesellschaft bei Escher Wyss in Zürich bestellt. Die Stadt Luzern war ein Glattdecker von 37,5 m Länge und 5,1 m Breite. Sie hatte eine Besatzung von 6 Mann und bot 300 Personen Platz. Daneben konnten zehn Tonnen Güter transportiert werden. Die Balancier-Dampfmaschine stammte aus Manchester. Ihre Leistung betrug 40 PSnom, was ungefähr 240 PS entspricht. Escher Wyss baute das Schiff in einer improvisierten Werft in Luzern. Nach dem Stapellauf vom 29. Juli 1837 konnte die Stadt Luzern am 20. September in Betrieb genommen werden. Die Jungfernfahrt führte in drei Stunden von Luzern nach Flüelen.
1838 wurde das Schiff mit einem Mast und Segeln ausgestattet, die vermutlich bei einem Umbau 1849 wieder entfernt wurden, da sich bald zeigte, dass für diese keine Notwendigkeit bestand.
Seit 1872 wurde mit der Stadt Luzern nur noch Güterverkehr durchgeführt. 1881 wurde sie ausser Dienst gestellt und mit demontierten Aufbauten noch als Schleppschiff verwendet. 1888 erfolgte ein Umbau auf Schraubenantrieb mit einer 2-Zylinder-Verbunddampfmaschine. Seit einer Hauptrevision 1903 wurde das Schiff vor allem als Kohlezubringer für die Dampfschiffe verwendet, seit 1924 mit einem Rohöl-Motor statt der Dampfmaschine. Da mit dem Umbau der Dampfschiffe auf Ölfeuerung die Notwendigkeit von Kohletransporten entfiel, wurde das Schiff 1963 zum Bilgenentöler umgebaut. Es trug nun den Namen Biebo (Bilgenwasser-Entleerungsboot) und war noch bis 2005 als Dienstschiff im Einsatz. Im Jahr 2009 wurde die Biebo ausgemustert.
Spätere Schiffe des Namens Stadt Luzern auf dem Vierwaldstättersee waren die Stadt Luzern, die 1925 verschrottet wurde, und das noch in Betrieb befindliche Dampfschiff Stadt Luzern.

## Zwischenfälle
Nach einem Bruch der Radwelle musste die Stadt Luzern 1862 durch die St. Gotthard abgeschleppt werden.